# 허튼소리
"허튼소리"는 1986년에 개봉한 대한민국의 영화이다.

## 캐스팅
- 정동환 : 중광 역
- 이혜숙
- 허진
- 전혜성
- 정미경
- 국정환
- 최준
- 강희
- 최삼
- 이석환
- 박혜숙
- 조학자
- 주상호
- 홍충일
- 변달수
- 박용팔
- 최신영
- 이만성
- 문성재
- 박인순
- 이설산
- 장철
- 채승훈
- 최성일
- 최불암 (특별출연)
- 정진 (특별출연)
- 공옥진 (특별출연)